# Baleno
Baleno é um município de  quarta classe de renda municipal (d) na província Masbate, nas Filipinas. De acordo com o censo de 1 de maio  de  2020 possui uma população de 28 855 pessoas e 6 529 domicílios.